# Lawrence Aloysius Burke
Lawrence Aloysius Burke SJ (* 27. Oktober 1932 in Kingston, Jamaika; † 24. Januar 2010 ebenda) war Erzbischof des Erzbistums Kingston in Jamaika.

## Leben
Lawrence Aloysius Burke wuchs in Vineyard Town auf und trat nach Besuch des St. George’s College in Kingston 1951 der Ordensgemeinschaft der Jesuiten in Lennox, Massachusetts, bei. Er studierte Philosophie am Boston College in Chestnut Hill (Bachelor (1957), Master (1958)), Philosophie am Weston College in Weston (Lizenziat (1959)) und Theologie am Boston College (Master (1965)). Er empfing am 16. Juni 1964 die Priesterweihe in der Holy Trinity Cathedral, Kingston, und studierte Theologie am Weston College (Lizenziat (1965)) und Liberal Studies an der Wesleyan University in Middletown, Connecticut. Er unterrichtete von 1958 bis 1961 am St. George’s College. Ab 1969 war er dessen Rektor. 1973 wurde er Regional Superior seines Ordens in Jamaika. Er engagierte sich vor allem für die Bildung in der Karibik.
Papst Johannes Paul II. ernannte ihn am 17. Juli 1981 zum dritten Bischof von Nassau. Er war der erste Bischof, der kein Benediktiner war und der erste, der von den Antillen stammte. Die Bischofsweihe spendete ihm Erzbischof Paul Fouad Tabet, Apostolischer Pro-Nuntius auf den Bahamas, Barbados, Jamaika und Trinidad und Tobago, am 11. Oktober desselben Jahres; Mitkonsekratoren waren sein Amtsvorgänger im Bischofsamt, Paul Leonard Hagarty OSB, und Samuel Emmanuel Carter SJ, Erzbischof von Kingston in Jamaika.
Mit der Ausgründung der Mission sui juris Turks- und Caicosinseln aus dem Gebiet des Bistums Nassau heraus, wurde er 1984 zudem zu deren Apostolischem Superior bestellt. Mit der Erhebung zum Erzbistum Nassau am 22. Juni 1999 wurde er erster Erzbischof von Nassau. Am 17. Februar 2004 erfolgte die Ernennung zum Erzbischof von Kingston in Jamaika. Seinem altersbedingten Rücktrittsgesuch wurde 2008 durch Papst Benedikt XVI. stattgegeben.
Lawrence Aloysius Burke engagierte sich in zahlreichen Kommissionen der Bischofskonferenz der Antillen (AEC) und war von 2003 bis 2008 dessen Präsident. 1989 wurde er Mitglied der International Catholic Migration Commission mit Sitz in Genf, Schweiz.

## Ehrungen
- Ehrendoktorwürde (Doctor of Laws), St. Leo College der Saint Leo University, St. Leo, Florida (1983)
- Ehrendoktorwürde (Doctor of Human Letters), Saint Joseph’s College of Maine, North Windham, Maine (1986)
- Ehrendoktorwürde (Doctor of Laws), Fairfield University, Fairfield, Connecticut (1987)
- Ehrendoktorwürde (Doctor of Ministry), The College of the Holy Cross, Worcester, Massachusetts (1989)
- Order of Jamaica (2009)